# Vườn quốc gia Cotopaxi
Vườn quốc gia Cotopaxi (tiếng Tây Ban Nha: Parque Nacional Cotopaxi) là một vườn quốc gia nằm ở các tỉnh Cotopaxi, Napo và Pichincha, nằm cách khoảng 50 km về phía nam Quito, Ecuador. Tên của nó xuất phát từ núi lửa Cotopaxi nằm trong ranh giới của vườn quốc gia, cùng với hai ngọn núi lửa khác gần đó là núi lửa đang ngủ Rumiñawi ở phía tây bắc và núi lửa đã tắt Sincholagua nằm về phía đông nam. Cotopaxi là một trong những núi lửa hoạt động cao nhất thế giới. Lần cuối cùng nó phun trào là vào năm 1904.
Vườn quốc gia có bốn vùng khí hậu hoặc khu vực hoang dã bao gồm: rừng ẩm núi cao, rừng mưa Andes, lãnh nguyên Andes, và khí hậu lạnh giá. Đây là nơi sinh sống của nhiều loài động vật bao gồm Lạc đà không bướu, Báo sư tử, Gấu đeo kính, Hươu đuôi trắng, Hươu đỏ nhỏ, Cáo đỏ Ecuador, Chồn hôi, Thú có túi Ôpot.